# Verzorgingsplaats Arnemuiden
Verzorgingsplaats Arnemuiden is een Nederlandse verzorgingsplaats, gelegen aan de zuidoostzijde van de A58 in de richting Vlissingen-Eindhoven in de verbindingsbogen van afrit 37 in de gemeente Middelburg.
Richting Vlissingen: Kriekampen · Brehees · Blaak · Molenheide · Lage Aard · Bremberg · Hoezaar · Spuitendonk · Wouwse Tol Noord · 't Scheld · Vliete · Selnisse
Richting Eindhoven: Arnemuiden · Vliedberg · Voetpomp · Het Rak · Wouwse Tol Zuid · Mastpolder · Liesbos · Hooge Aard · Raakeind · Leikant · Kerkeind · Kloosters